# Les voilà repartis
Pour plus de détails, voir Fiche technique et Distribution.
Les voilà repartis (There They Go-Go-Go!) est un film américain d'animation Looney Tunes de 6 minutes et mettant en scène Bip Bip et Vil Coyote réalisé par Chuck Jones en 1956.

## Fiche technique
- Réalisateur Chuck Jones
- Producteur Edward Selzer
- Compositeur Carl W. Stalling